# Chantal Leblanc
Chantal Leblanc (2 de fevereiro de 1945, em Lille - 29 de abril de 2015, em Abbeville) foi uma política e comunista francesa. Membro do Partido Comunista Francês, ela foi a primeira mulher deputada a usar calças nas câmaras da Assembleia Nacional.

## Biografia
Leblanc foi eleita para a Assembleia Nacional Francesa em 1978, servindo como deputada pelo 4.º círculo eleitoral de Somme. Ela serviria como députée até 1981.
Após a sua morte em 2015, uma praça em Abbeville foi renomeada em sua homenagem.